# روبرت جيسكارد

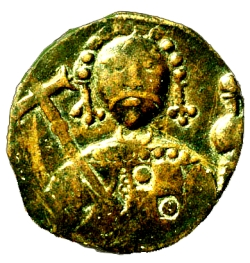
عملة بصورة روبرت جيسكارد سكت زمن ملكه

روبرت جيسكارد (1015 – 1085) دوق كالابريا و بوليا أشتهر في حروبه في صقلية ضد ملوك المسلمين فيها وأخراجهم من الجزيرة ، كما شن حملة ضد البيزنطينيين في الضفة الشرقية للبحر الأدرياتيكي وأستولى على جزيرة كورفو ومدينة دوريس.